# Chiesa di San Cassiano (Marcon)
La chiesa di San Cassiano, più tardi intitolata a  santa Maria, era un'antica pieve sita nell'attuale Poian (l'antica Povegliano Altinate), località rurale nei pressi di San Liberale di Marcon (VE).

## Storia
Vista la vicinanza, la chiesa era indubbiamente legata all'antica città romana di Altino e al suo vescovado. Secondo Carlo Agnoletti, l'intitolazione a san Cassiano vescovo e martire fa pensare alla presenza di un corepiscopo, analogamente alla pieve di Quinto nella diocesi di Treviso.
Dopo la decadenza della città, Povegliano si ritrovò al centro di una vasta area scarsamente popolata, al limitare della Laguna Veneta e al confine con il ducato di Venezia. Frattanto era passata alla cattedra trevigiana: la prima menzione si ha nella bolla Justis fratrum (1152), con la quale papa Eugenio III elencava tra i possedimenti episcopali anche la plebem S. Cassiani de Paviliano cum pertinentiis suis; sempre al vescovo apparteneva la corte del Quarto la quale, affiancata da un fortilizio, rappresentava il potere economico e politico. 
Nel 1187 la cappella di San Michele del Quarto (e così forse Povegliano) fu compresa nella diocesi di Torcello; ma dopo le devastazioni dell'esercito padovano (1234), Povegliano risulta essere tornata sotto Treviso: essa compare nel Libro del Sale sotto il quartiere di Riva, con le regole di Gaggio, Cortina (diminutivo della corte del Quarto), Siloncello, Granza, l'isola di Sant'Andrea dei Germani e Altino.
A partire dal 1330, caso non unico nella zona, la pieve risulta intitolata a Santa Maria. In quell'anno godeva di un beneficio di 10 lire, a cui si aggiungevano le rendite delle cappelle di Santo Stefano di Altino (1 lira), San Michele del Quarto (10 lire), San Bartolomeo di Gaggio (5 lire). Ogni chiesa era inoltre amministrata da un proprio sacerdote.
Tra il Trecento e il Quattrocento l'istituzione attraversò un periodo di profondissima decadenza, analogamente a molti altri centri civili e religiosi della laguna e della gronda. Nel 1436 l'intero territorio è amministrato da un solo sacerdote, e per di più non residente. Nel 1439 la chiesa è priva di un pievano, tant'è che il vescovo Ermolao Barbaro la dava, con Gaggio, al curato di Marcon, dipendente a sua volta dalla pieve di Mogliano (mentre il territorio a nord dello Zero, passava sotto la pieve di Casale). Nel 1470, invece, Povegliano è una pieve autonoma, ma priva di un sacerdote proprio, sicché la prebenda di 28 lire era assegnata al decano del Capitolo di Treviso. 
Parallelamente, si assiste anche al deperimento dell'edificio: nel 1457 si era ordinato, invano, di riparare il tetto; durante una visita nel 1490, addirittura, il vescovo si rifiutò di entrare, trovando la chiesa in uno stato di totale decadenza: il tetto era pericolante, la porta spalancata, gli interni adibiti a stalla, il fonte battesimale privo di acqua santa. Allorché, nel 1492, gli abitanti vennero incaricati di un restauro generale, ma non venne compiuto, probabilmente anche per il disinteresse del decano del Capitolo, che continuava, perlomeno nominalmente, a gestirla.
Nel 1570 si ha solo notizia del restauro di un capitello presso la chiesa, e si sa inoltre che vi officiavano i frati di San Tommaso dei Borgognoni. Dal punto di vista amministrativo, un assetto definitivo si ebbe solo in epoca tarda: nel 1629 San Michele del Quarto diveniva parrocchia, passando poco dopo alla diocesi di Torcello; anche Gaggio assumeva una propria autonomia nel 1778.
Nel frattempo la chiesa era scomparsa. Durante la visita pastorale del 1835, il parroco di Gaggio riferiva che sussistevano le tracce dell'antico cimitero di Povegliano, e che per questo gli abitanti vi svolgevano i riti in onore dei defunti.